# Elecciones parlamentarias de Finlandia de 1991
Las elecciones parlamentarias de Finlandia fueron realizadas el 17 de marzo de 1991, siendo las primeras elecciones parlamentarias del país, en realizarse en un solo día. Por primera vez desde 1962, el Partido Socialdemócrata (SDP) fue desplazado como el partido más grande del Eduskunta, siendo superado por el Partido del Centro (KESK) quién ganó 55 escaños y formando el primer gobierno no socialista de centroderecha desde 1964, con Esko Aho como Primer ministro.
De los 17 partidos que competían por los 200 escaños, el Partido del Centro (KESK) encabezado por Esko Aho fue una vez más el principal rival de la coalición de gobierno. El debate durante la campaña generalmente deslustrada se centró principalmente en la profundización de la recesión económica (aumento del desempleo, menor comercio exterior, inflación) que enfrenta el país después de años de crecimiento. El papel de Finlandia en el contexto de la integración económica europea fue un tema de fondo.
En una jornada electoral marcada por una participación relativamente baja (68%), la preocupación del electorado por la situación económica se reflejó en los resultados finales, ya que el KESK obtuvo 15 escaños más y se convirtió así en el mayor partido del Parlamento. En total, la coalición de gobierno obtuvo 100 escaños, una caída de 22. Aproximadamente dos tercios de los miembros eran recién llegados a la Eduskunta, y el total de mujeres aumentó de 63 a 77, el porcentaje más alto (38.5) entre los Parlamentos nacionales europeos.
Dado este complejo resultado global, la formación de un nuevo gobierno tomó varias semanas. El 26 de abril, se nombró finalmente un nuevo Gabinete, encabezado por el Primer Ministro Esko Aho de KESK, que también incluía a KOK, al SFP y el KD.

## Resultados
| Partido                                                             | Votos     | %    | Escaños | +/–   |
| ------------------------------------------------------------------- | --------- | ---- | ------- | ----- |
| Partido del Centro                                                  | 676.717   | 24.8 | 55      | +15   |
| Partido Socialdemócrata                                             | 603.080   | 22.1 | 48      | –8    |
| Coalición Nacional                                                  | 526.487   | 19.3 | 40      | –13   |
| Alianza de la Izquierda                                             | 274.639   | 10.1 | 19      | –1    |
| Liga Verde                                                          | 185.894   | 6.8  | 10      | +6    |
| Partido Popular Sueco                                               | 149.476   | 5.5  | 11      | –1    |
| Partido Rural Finlandés                                             | 132.133   | 4.8  | 7       | –2    |
| Demócratas Cristianos                                               | 83.151    | 3.1  | 8       | +3    |
| Liberales                                                           | 21.210    | 0.8  | 1       | +1    |
| Partido de las Mujeres                                              | 12.725    | 0.5  | 0       | Nuevo |
| Partido de los Pensionados                                          | 10.762    | 0.4  | 0       | 0     |
| Coalición Åland                                                     | 9.344     | 0.3  | 1       | 0     |
| Partido del Derecho Constitucional                                  | 7.599     | 0.3  | 0       | 0     |
| Partido de los Trabajadores Comunistas - Por la Paz y el Socialismo | 6.201     | 0.2  | 0       | Nuevo |
| Independientes no alineados a los Pensionados                       | 5.230     | 0.2  | 0       | Nuevo |
| Verdes                                                              | 3.835     | 0.1  | 0       | –     |
| Partido de la Humanidad                                             | 2.831     | 0.1  | 0       | Nuevo |
| Partido de Responsabilidad Conjunta de Pensionados y Verdes         | 2.807     | 0.1  | 0       | Nuevo |
| Otros                                                               | 11.797    | 0.4  | 0       | –     |
| Votos en blanco/nulos                                               | 51.066    | –    | –       | –     |
| Total                                                               | 2.776.984 | 100  | 200     | 0     |
| Participación electoral                                             | 4.060.778 | 68.4 | –       | –     |
| Fuente: Tilastokeskus                                               |           |      |         |       |

## Por Provincia
| Provincia                                                                               | Partido del Centro | Partido Socialdemócrata | Coalición Nacional | Alianza de la Izquierda | Liga Verde | Partido Popular Sueco | Partido Rural | Demócratas Cristianos | Liberales | Electorado | Total de Votos | Votos válidos | Votos nulos |
| --------------------------------------------------------------------------------------- | ------------------ | ----------------------- | ------------------ | ----------------------- | ---------- | --------------------- | ------------- | --------------------- | --------- | ---------- | -------------- | ------------- | ----------- |
| Savonia del Sur                                                                         | 32.762             | 25.057                  | 15.827             | 3.098                   | 5.472      | 0                     | 5.219         | 4.248                 | 137       | 136.246    | 94.026         | 92.536        | 1.490       |
| Savonia del Norte                                                                       | 50.820             | 23.808                  | 18.139             | 18.812                  | 9.369      | 0                     | 9.603         | 4.187                 | 644       | 198.532    | 137.691        | 136.008       | 1.683       |
| Karelia del Norte                                                                       | 31.849             | 27.616                  | 12.402             | 4.762                   | 3.687      | 0                     | 5.219         | 4.679                 | 456       | 135.563    | 93.426         | 92.018        | 1.408       |
| Kainuu                                                                                  | 25.025             | 5.415                   | 4.681              | 10.380                  | 2.032      | 0                     | 1.643         | 1.427                 | 276       | 73.204     | 52.166         | 51.522        | 644         |
| Uusimaa                                                                                 | 55.048             | 133.869                 | 158.204            | 51.038                  | 72.700     | 66.636                | 14.506        | 15.020                | 4.506     | 882.630    | 624.147        | 606.833       | 17.314      |
| Uusimaa Oriental                                                                        | 5.480              | 9.104                   | 5.656              | 2.036                   | 2.767      | 16.423                | 1.076         | 736                   | 225       | 64,626     | 45.583         | 44.663        | 920         |
| Finlandia del Suroeste                                                                  | 54.669             | 54.374                  | 52.863             | 26.805                  | 11.348     | 12.473                | 15.160        | 4.670                 | 839       | 331.626    | 242.317        | 238.321       | 3.996       |
| Tavastia Propia                                                                         | 19.830             | 28.006                  | 22.128             | 7.458                   | 6.143      | 0                     | 1.943         | 2.927                 | 177       | 126.110    | 92.593         | 90.681        | 1.912       |
| Päijänne Tavastia                                                                       | 18.337             | 24.896                  | 28.713             | 8.844                   | 8.248      | 135                   | 5.601         | 5.009                 | 217       | 153.066    | 103.944        | 101.664       | 2.280       |
| Kymenlaakso                                                                             | 21.560             | 37.777                  | 23.918             | 6.932                   | 6.797      | 0                     | 2.980         | 4.157                 | 559       | 152.984    | 108.375        | 106.177       | 2.198       |
| Karelia del Sur                                                                         | 22.362             | 25.293                  | 13.348             | 2.151                   | 4.738      | 0                     | 2.738         | 4.786                 | 1.148     | 111.298    | 79.282         | 77.730        | 1.552       |
| Finlandia Central                                                                       | 44.213             | 35.146                  | 18.862             | 15.841                  | 7.599      | 0                     | 10.447        | 7.217                 | 375       | 194.921    | 142.551        | 140.622       | 1.929       |
| Ostrobothnia del Sur                                                                    | 58.982             | 13.706                  | 22.198             | 5.702                   | 2.736      | 196                   | 10.670        | 3.276                 | 358       | 151.962    | 120.135        | 119.135       | 1.000       |
| Ostrobothnia                                                                            | 10.758             | 17.164                  | 8.336              | 6.624                   | 3.027      | 48.646                | 1.879         | 2.394                 | 550       | 130.603    | 101.151        | 100.205       | 946         |
| Satakunta                                                                               | 32.203             | 39.104                  | 28.548             | 20.488                  | 6.332      | 0                     | 6.985         | 3.916                 | 349       | 191.700    | 142.335        | 139.915       | 2.420       |
| Pirkanmaa                                                                               | 33.145             | 57.539                  | 56.606             | 32.115                  | 16.192     | 0                     | 25.490        | 6.957                 | 2.184     | 330.397    | 238.809        | 233.966       | 4.843       |
| Ostrobothnia Central                                                                    | 18.906             | 6.442                   | 2.766              | 2.518                   | 932        | 3.246                 | 2.326         | 3.510                 | 283       | 51.978     | 41.640         | 41.174        | 466         |
| Ostrobothnia del Norte                                                                  | 82.748             | 20.375                  | 20.856             | 25.405                  | 10.991     | 0                     | 6.042         | 2.538                 | 7.367     | 246.074    | 180.451        | 178.227       | 2.224       |
| Laponia                                                                                 | 56.350             | 15.571                  | 9.951              | 22.068                  | 3.926      | 0                     | 2.169         | 1,153                 | 456       | 150.094    | 114.093        | 112.505       | 1.588       |
| Åland                                                                                   | 0                  | 0                       | 0                  | 0                       | 0          | 0                     | 0             | 0                     | 0         | 18.455     | 9.382          | 9.263         | 119         |
| Fuente: European Election Database Archivado el 24 de junio de 2021 en Wayback Machine. |                    |                         |                    |                         |            |                       |               |                       |           |            |                |               |             |

## Consecuencias
El nuevo gobierno de coalición centroderechista no tendría un periodo fácil para gobernar el país. La caída de la Unión Soviética causó un desplome en la economía oriental, el cual de la mano con una recesión a escala global, causado graves problemas financieros, en el que incluía un alto nivel de desempleo y un déficit en el presupuesto nacional. Como respuesta, el gobierno adoptó estrictas medidas de austeridad, como cortes en el gasto público, cuya impopularidad condujo a la derrota del oficialismo en las elecciones parlamentarias de 1995.